# Liste der Mitglieder der Deutschen Akademie der Naturforscher Leopoldina/1922
Die Liste der Mitglieder der Deutschen Akademie der Naturforscher Leopoldina für 1922 enthält alle Personen, die im Jahr 1922 zum Mitglied ernannt wurden. Insgesamt gab es 22 neu gewählte Mitglieder.

## Neu gewählte Mitglieder
| Nr.  | Name                                     | Geboren       | Aufnahme | Gestorben     | Fachsektion                             | Bild |
| ---- | ---------------------------------------- | ------------- | -------- | ------------- | --------------------------------------- | --- |
| 3462 | Hans Winterstein                         | 31. Juli 1879 | 12. Mai  | 18. Aug. 1963 | Physiologie / Wissenschaftliche Medizin | |
| 3463 | Carl Friedrich Wilhelm Stoeltzner        | 19. Dez. 1872 | 12. Mai  | 26. Dez. 1954 | Wissenschaftliche Medizin               | Carl Friedrich Wilhelm Stoeltzner                                                                            |
| 3464 | Peter Rona                               | 13. Mai 1871  | 12. Mai  | 1945          | Physiologie                             | |
| 3465 | Karl Wilhelm Wolfgang Ostwald            | 27. Mai 1883  | 12. Mai  | 22. Nov. 1943 | Chemie                                  | |
| 3466 | Hermann Philipp Rudolf Stieve            | 22. Mai 1886  | 12. Mai  | 6. Sep. 1952  | Zoologie und Anatomie                   | Hermann Philipp Rudolf Stieve                                                                                |
| 3467 | Rudolf Otto Anselm Höber                 | 27. Dez. 1873 | 12. Mai  | 5. Sep. 1953  | Physiologie                             | Rudolf Otto Anselm Höber                                                                                     |
| 3468 | Leonor Michaelis                         | 16. Jan. 1875 | 12. Mai  | 8. Okt. 1949  | Chemie / Wissenschaftliche Medizin      | Leonor Michaelis                                                                                             |
| 3469 | Wilhelm H. F. Kuhlmann                   |               | 15. Mai  |               | Chemie                                  | |
| 3470 | Hans Karl August Simon von Euler-Chelpin | 15. Feb. 1873 | 15. Mai  | 6. Nov. 1964  | Chemie                                  | Hans Karl August Simon von Euler-Chelpin                                                                     |
| 3471 | Adolf Otto Reinhold Windaus              | 25. Dez. 1876 | 19. Mai  | 9. Juni 1959  | Chemie                                  | Adolf Otto Reinhold Windaus                                                                                  |
| 3472 | Nicolaas Philip Tendeloo                 | 28. Apr. 1864 | 29. Mai  | 7. Apr. 1945  | Wissenschaftliche Medizin               | Nicolaas Philip Tendeloo (1864–1945), Büste (1929) des niederländischen Bildhauers Jobs Wertheim (1898–1977) |
| 3473 | Paul Georg Karl Julius Rüster            | 3. Juli 1897  | 31. Mai  |               | Botanik                                 | |
| 3474 | Martin Henry Fischer                     | 10. Nov. 1879 | 13. Jun. | 19. Jan. 1962 | Wissenschaftliche Medizin               | |
| 3475 | Casimir Funk                             | 23. Feb. 1884 | 29. Jul. | 19. Nov. 1967 | Physiologie                             | Casimir Funk                                                                                                 |
| 3476 | Carl Neuberg                             | 29. Juli 1877 | 16. Sep. | 30. Mai 1956  | Chemie / Physiologie                    | |
| 3477 | Wilhelm His                              | 19. Dez. 1863 | 23. Sep. | 10. Nov. 1934 | Wissenschaftliche Medizin               | Wilhelm His                                                                                                  |
| 3478 | Wilhelm Otto Stepp                       | 10. Okt. 1882 | 25. Sep. | 20. Apr. 1964 | Wissenschaftliche Medizin               | |
| 3479 | Walther Georg Rudolf Borsche             | 31. Mai 1877  | 27. Sep. | 17. März 1950 | Wissenschaftliche Medizin               | |
| 3480 | Heinrich Friedrich Richard Stoermer      | 15. Apr. 1870 | 29. Sep. | 27. Mai 1940  | Chemie                                  | Richard Stoermer                                                                                             |
| 3481 | Karl Paul Schmidt                        | 23. Nov. 1872 | 4. Okt.  | 17. März 1950 | Chemie                                  | |
| 3482 | Friedrich Ludwig Emil Diels              | 24. Sep. 1874 | 21. Okt. | 30. Nov. 1945 | Botanik                                 | |
| 3483 | Friedrich Carl Ludwig von Müller         | 17. Sep. 1858 | 21. Okt. | 18. Nov. 1941 | Wissenschaftliche Medizin               | Friedrich Carl Ludwig von Müller                                                                             |